# Salvia decumbens
Salvia decumbens là một loài thực vật có hoa trong họ Hoa môi. Loài này được Alain miêu tả khoa học đầu tiên năm 1973.

## Hình ảnh

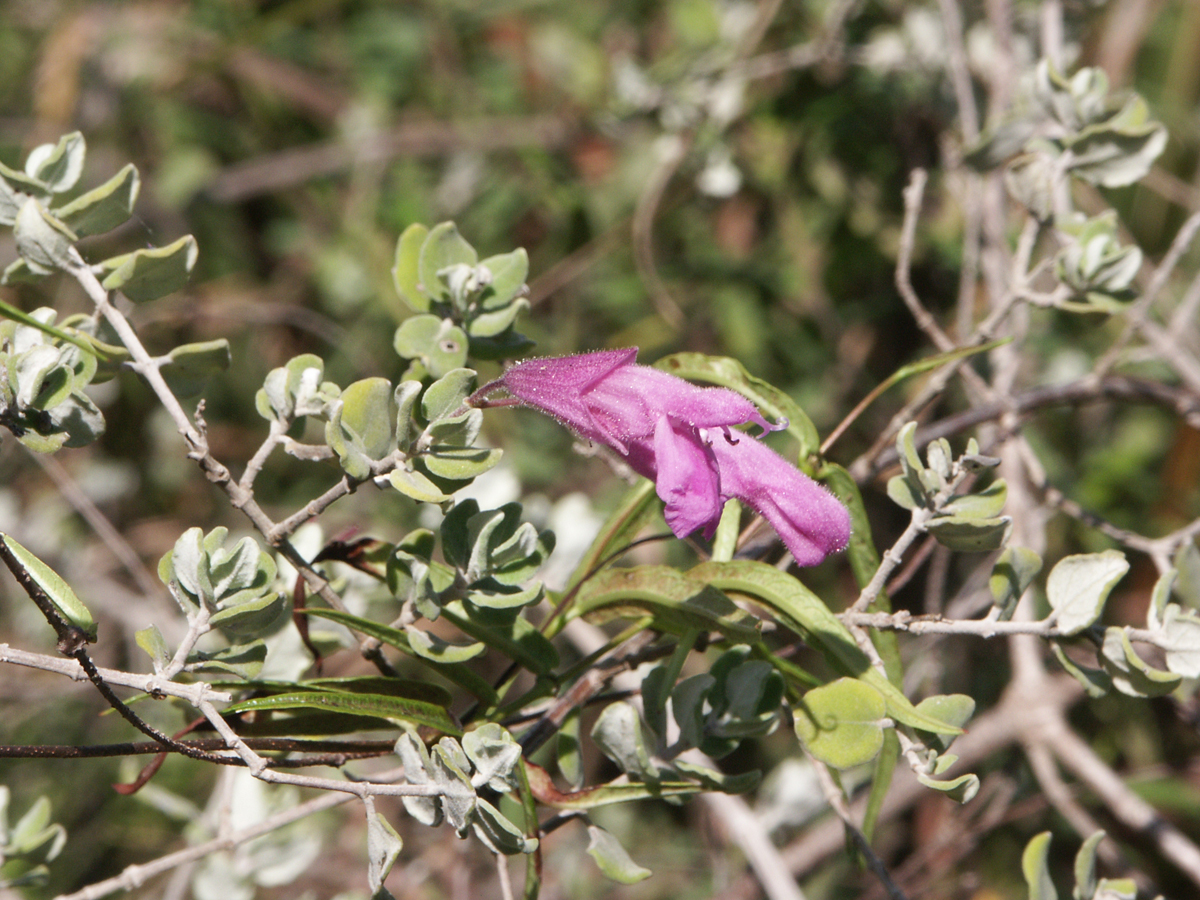